# ウィリアム・H・ウェルチ

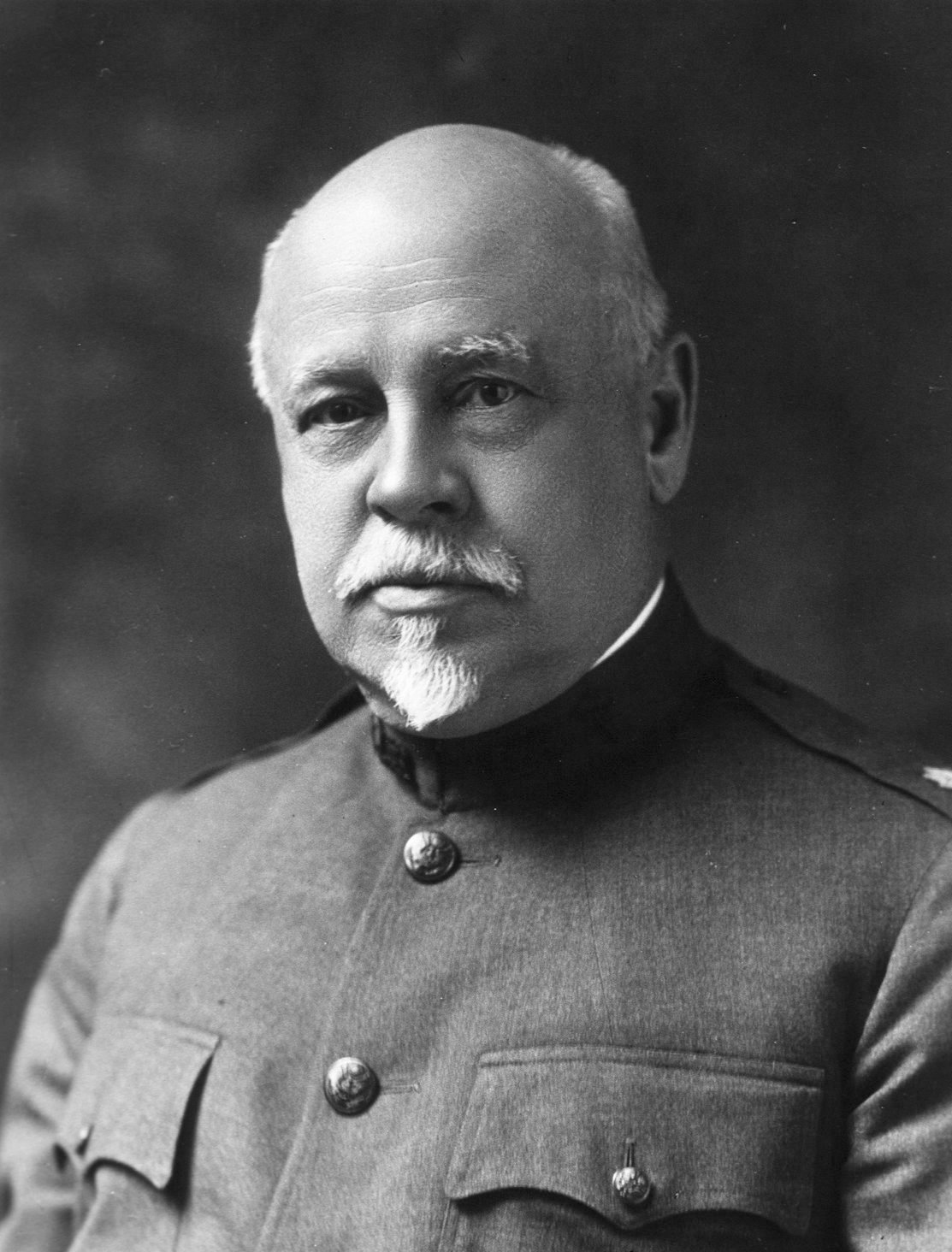
陸軍時代のウェルチ

ウィリアム・ヘンリー・ウェルチ（William Henry Welch、1850年4月8日 - 1934年4月30日）は、アメリカ合衆国の医師、病理学者、細菌学者。ジョンズ・ホプキンズ大学病院創設者「ビッグ・フォー」の一人。ジョンズ・ホプキンズ公衆衛生大学院（ブルームバーグ公衆衛生大学院）創設者。

## 経歴
1870年、イェール大学卒業（B.A.）。1875年、コロンビア大学医学校卒業（M.D.）。1927年ジョージ・M・コーバー・メダル受賞。